# Nusa Dua

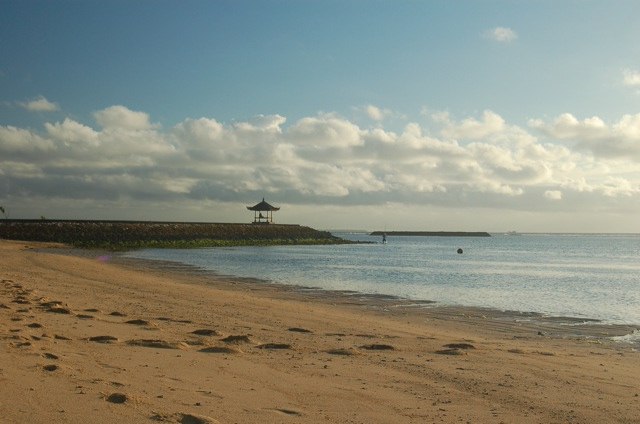
Plage de Nusa Dua

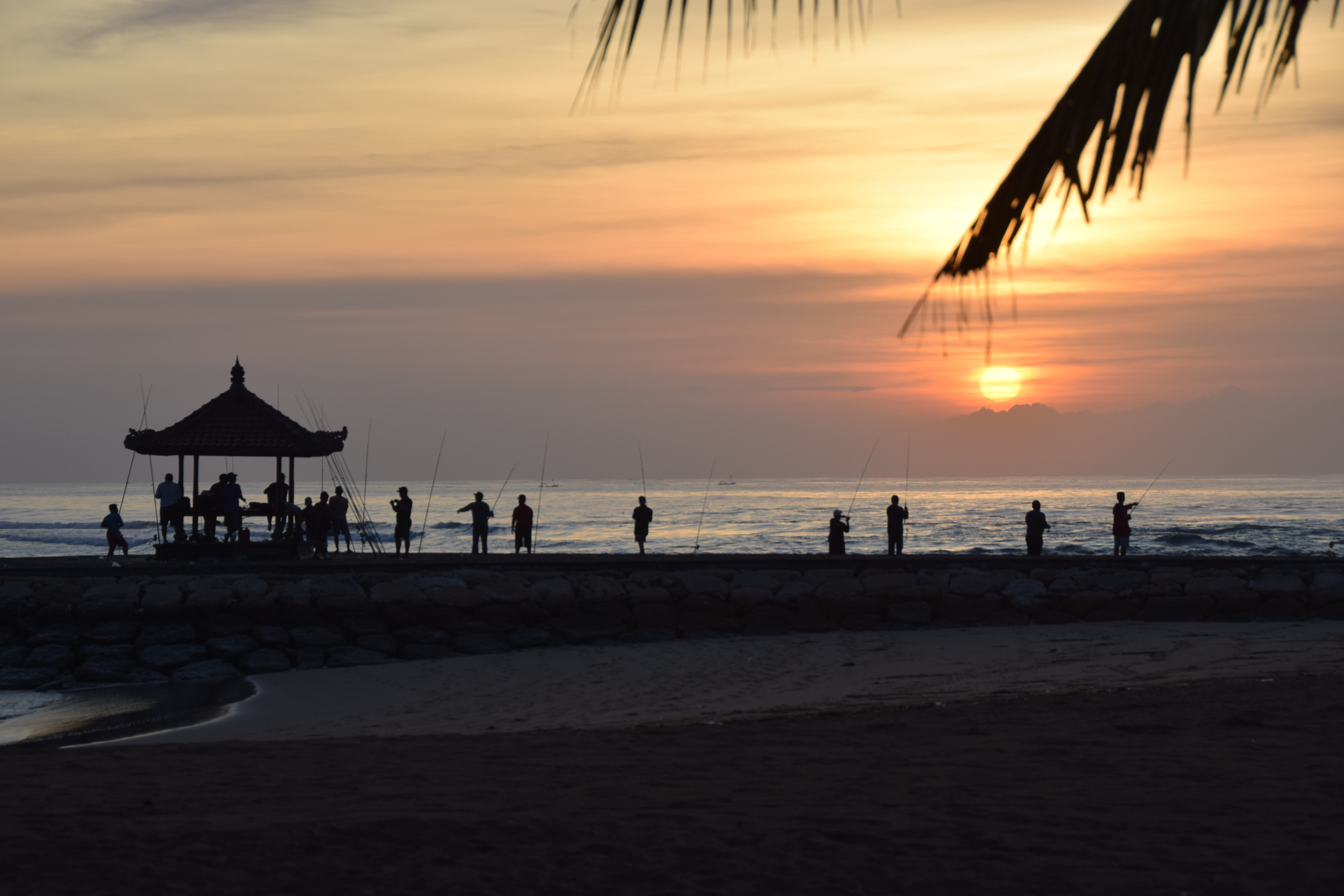
Pêcheurs au lever du soleil

Nusa Dua est une localité située sur la péninsule de Bukit, dans le sud de l'île de Bali. Elle se trouve à environ 40 kilomètres au sud de Denpasar, la capitale de la province de Bali.
L'endroit abrite de nombreux lieux touristiques liés à son littoral de calcaire corallien, tels Jimbaran Beach et Garuda Wisnu Kencana. Les premiers investissements sur le site ont débuté en 1973 avec l'aide de la Banque mondiale.
La plage de Nusa Dua est notamment appréciée pour la pratique du kitesurf.
C'est le lieu où s'est tenue, en décembre 2007, la conférence de Bali consacrée aux problèmes des changements climatiques mondiaux.
Le sommet du G20 s'y est déroulé en 2022.